# أحمد كفتارو
أحمد بن محمد أمين كفتارو المولود في دمشق، ركن الدين، حي الزينبية عام 1912م من عائلة كردية، من مجددي الفكر الإسلامي، ورواد الصحوة والتقريب بين المذاهب هو أحد شيوخ الطريقة النقشبندية وهو متصوّف كان من المحاضرين في جامعة بلاد الشام.

## التحصيل والمكانة العلمية
تلقى علومه الدينية على أيدي كبار علماء دمشق الأفاضل الذين شهدوا له بسعة فهمه وحدة ذكائه، ومنهم الشيخ أبو الخير الميداني، والشيخ إبراهيم الغلاييني، والشيخ محمد سليم الحلواني، والشيخ محمد الملكاني، والشيخ محمد جزو، والشيخ المُلا عبد المجيد وغيرهم، بالإضافة إلى والده وشيخه الشيخ محمد أمين كفتارو وعمه الشيخ محمد صالح كفتارو، وقد أجازه شيوخه بتدريس علوم الشريعة والتزكية والتربية والدعوة والإرشاد.
وقد حاز على:
- دكتوراه فخرية في علم الدعوة الإسلامية من جامعة شريف هداية الله الإسلامية الحكومية في جاكرتا 1968م.
- دكتوراه فخرية في علوم أصول الدين والشريعة من جامعة عمر الفاروق في باكستان 1984م.
- دكتوراه فخرية في علوم الدعوة الإسلامية من جامعة أم درمان الإسلامية في السودان 1994م.

الأوسمة التي تقلدها:
- وسام نجمة باكستان الذهبية من رئيس الجمهورية الباكستانية 1968م.
- وسام الاستحقاق من جامعة الفاروق من باكستان 1984م.
- وسام العلوم والفنون من الطبقة الأولى من جمهورية مصر العربية 1998م.

## نشاطه الدعوي
- بعد وفاة والده عام 1938م تولى الإرشاد والتعليم والدعوة والتربية الروحية. وقد تخرج وتربى على يديه مئات العلماء والدعاة والمفكرين والكتّاب الذين أصبح للكثير منهم شهرة واسعة محلياً وعالمياً.وما زالوا مستمرين بنفس النهج في العلم والتربية..
- فسّر القرآن الكريم أربع مرات خلال نصف قرن من المثابرة على التدريس والتوجيه والتربية. بذل النصح لكافة طبقات الأمة صغيرها وكبيرها رجالها ونسائها فقيرها وغنيها ومن أمييّها إلى مثقفيها ومن محكوميها إلى حكامها ولم يترك حاكماً عربياً أو مسلماً إلا والتقى معه في حدود الطاقة وبذل له النصيحة وبلّغ البَلاغ المبين المستند إلى الدليل المقنع والحقيقة التي لاتشوبها الأغراض والمصالح فكان مقبولاً عند الجميع على اختلاف توجهاتهم.
- عين مدرساً دينياً في دار الفتوى بالقنيطـرة 1948م.
- شارك في تأسيس رابطة العلماء في الجمهورية العربية السورية 1949م.
- أسس وافتتح معهد الأنصار الثانوي للذكور 1949م.
- عين مدرساً دينياً في دار الفتوى بدمشق 1950م.
- عيّن مفتياً لدمشق 1951م.
- أسس وافتتح جمعية الأنصار الخيرية 1952م.
- انتخب مفتياً عاماً للجمهورية العربية السورية ورئيساً لمجلس الإفتاء الأعلى 1964م.
- أسس وافتتح معهد بدر للإناث 1964م.

## جماعة كفتارو
جماعة كفتارو أو الكفتارية هي حركة إسلامية صوفية إلا انها علمانية من الناحية التنظيمية (بحسب ما يعتقده بعض الخبراء). تعود جذور الكفتارية إلى الطريقة النقشبندية، أحد الطرق الصوفية، وتحديداً فرع الخالدي. سُميّ هذا الفرع على اسم خالد البغدادي (1779-1827)، وهو عراقيٌّ كرديٌّ صوفي قام بإصلاح وتجديد الطريقة النقشبندية في الدولة العثمانية. ومن بين العديد من الطرق التي تفرّعت عن البغدادي في دمشق، كُتب لفرع النقشبندية الخالدية أن يلعب دوراً بارزاً للغاية في تاريخ سوريا السياسي والديني الحديث. يُعرف بأن للطرق الصوفية شيخٌ يرأسها، ويُستأمن هذا الشيخ على ذلك بمباركة الشيخ الذي سبقه، سواءً أكان ذلك صراحةً أو ضمنياً

### تاريخ الجماعة
عام 1957، وخلال الانتخابات التمهيدية في منطقة دمشق، أعلن كفتارو دعمه لرياض الملكي، مرشّح حزب البعث ضد مصطفى السباعي المحسوب على جماعة الإخوان المسلمين. وكان هذا أول "هوية قرار" رسم المعالم التنظيمية للحركة الكفتارية الناشئة في ذلك الوقت. وكان هناك "هوية قرارٍ" أخرى تبدّت في نهاية خمسينيات القرن العشرين، وهي قرار كفتارو بضمّ الشيخة منيرة القبيسي إلى الطريقة النقشبندية.
وشهدت السبعينيات اتساع رقعة حركة الكفتارية بصورةٍ ملحوظة، فبدأ بناء مجمع أبو النور، الذي قام على أسس مسجد أبو النور القديم الذي كان الشيخ أمين يعطي دروسه فيه، وافتتح المجمّع عام 1974. واشتمل المجمّع على مقر جمعية الأنصار، وأيضاً مسجداً يتكوّن من سبعة طوابق (بمساحةٍ تصل إلى 557 مترٍ مربع)، واستصلح المسجد لاحقاً ليكون مقراً لعددٍ من كليات العلوم الإسلامية.
إلا أن القرار الثالث الذي اتخذه كفتارو كان هو القرار الذي صاغ هوية حركته أكثر من أيّ قرارٍ سبقه أو تلاه، وكان هو موقفه من تمرد الإخوان المسلمين (1979-1982) ضد نظام الأسد. وهو موقفٌ صرّح به وأكّد عليه في أكثر من مناسبة.
كانت الفكرة التي يريد كفتارو غرسها هي أن على العلماء تحمل كل شيء في سبيل حماية الإطار التنظيمي للحركة. فالمواجهة مع الحكومة لن تهدّد المؤسسات التي يشرف عليها فحسب، بل كان هذا يعني أيضاً بأنهم سيكونون ممنوعين في المستقبل من الانخراط في أيّ نشاطٍ مدني، والمنع من الانخراط بالمجتمع المدني سيقتضي تهميشاً كاملاً للعلماء لأن تنظيماتهم التقليدية كانت أصلاً في قبضة الحكومة. وكان كفتارو يحاول تجنب حدوث ذلك مهما كان الثمن.
وخلال الثمانينات كانت المؤسّسات التعليمية المختلفة في مجمع النور فاعلة، وكانت جميعها تحت إشراف جمعية الأنصار. وبحلول التسعينات، كان المجمّع يشتمل على مدرسةٍ شرعيةٍ ثانوية للبنين والبنات، ومعهداً لتدريس اللغة العربية للأجانب، وكلية الدعوة، وكلية أصول الدين، وكلية الشريعة والقانون، وكلية الإمام الأوزاعي، كما بات المجمع يقدّم شهاداتٍ جامعية وشهادات دراساتٍ عليا.
وعقب وفاة حافظ الأسد في يونيو 2000، استمرت الحركة الكفتارية بأنشطتها على نفس النحو. فحتى الجماعات التي كانت معاديةً للكفتارية كانت قد تبنّت منهجية الحركة التنظيمية التي ترسخّت بصورةٍ عميقة. ومن منظورٍ تنظيميٍّ بحت، تبعت معظم الجماعات "هوية القرار" التي رسمها كفتارو على صعيد التعامل مع نظام الأسد بصفته داعماً كبيراً للنشاط التنظيمي.

### التصنيف التنظيمي
تبقى الطريقة الصوفية النقشبندية هي قلب وروح الكفتارية. يُدعى أفراد هذه الحركة لحضور دروسٍ شرعيةٍ دورية، والمشاركة في "فعالياتٍ تعبدية" تشتمل على مجالس صلاةٍ وذكر، وهي أقرب إلى نشاطاتٍ تأملية يُخيّم عليها جوٌّ من الصمت الكامل. ويغلب على الاكتفاء، أو الإشباع، التي يسترجيه المشاركون في هذه الأنشطة جانب "الغاية" بصورةٍ بحتة، فهي مقصودةٌ لذاتها وليس لها أي هدفٍ خارج حضور هذه الجلسات. وهذه هي السمة التنظيمية الطبيعية لهذه الحركة.
أما المدارس، والكليات الشرعية، والخدمات الخيرية التي تأسّست ضمن دائرة هاتين الحركتين، فكانت تعمل ضمن إطارٍ من الجمعيات التي يمكن وصفها على أنها جمعيات غاية وجمعيات وسيلة، فهي غايةٌ لأنها، بنفس الطريقة، تمنح منتسبيها شعور الاكتفاء، بمساهمتهم في عمل إحسان. وفي المقابل، يمكن وصفها أيضاً على أنها "وسيلة"، كون أن هذه المنظّمات لها أهدافٌ اجتماعية محدّدة، من التعليم والتربية الأخلاقية إلى العمل الخيري. ولكن عندما تتجلّى سمة الوسيلة، فمثلاً عندما يفشل المعلّم في تعليم طلابه، أو عندما يفشل مشروعٌ خيريٌّ في مكافحة الفقر، يعود هؤلاء الذين انخرطوا في هذه الأنشطة إلى سمات الغاية في هذه المنظّمات، أي مجرد الانخراط في عمل الإحسان.
أما العضوية، فيمكن تقسيم هذه المؤسّسات إلى رسميةٍ أو غير رسمية، فأولاً، يقوم أفراد المؤسّسات الرسمية تعبئة طلب انتساب، وقد يُقبل طلبهم أو يُرفض، وثانياً، يُطلب من أفراد هذه المؤسّسات تأدية واجباتٍ معيّنة، أو دفع مساهماتٍ دورية، وثالثاً، قد يتم فصلهم في بعض الحالات. أما المؤسّسات الشعبية، في المقابل، فأفرادها هم أقرب إلى "مؤيّدين". فلا ينضمون هم إلى إطارٍ رسمي، ولا يمكن فصلهم نظراً لعدم وجود نظامٍ رسميٍّ ينظّم أموراً كهذا. ويمكن أن يكون هناك "مؤيّدون" لبعض المنظّمات الرسمية إلى جانب أعضاءها، إلا أن هؤلاء الداعمين يلعبون دوراً هاماً في تسيير الأهداف التي قامت عليها المؤسّسة.

## منجزاته
- قام سنة 1971م بتأسيس مجمع سيدي أبي النور الإسلامي الكبير بطوابقه الثمانية والذي تحول اسمه إلى مجمع الشيخ أحمد كفتارو، والذي يضم مسجداً وعدة معاهد وكليات جامعية شرعية ومؤسسات تعليمية وخيرية، وتبرع الشيخ بمحضر سكني كامل لتنفيذ التوسعة الثانية لـمجمع الشيخ أحمد كفتارو الإسلامي وأشرف بنفسه على مراحل البناء المختلفة 1995م.
- أسس جمعية الأنصار الخيرية عام 1951م.
- أسس مشروعاً لإنشاء مجمع لرعاية الأيتام من المناطق الإسلامية المنكوبة تابعٍ لجمعية الأنصار الخيرية ومجمع الشيخ أحمد كفتارو الإسلامي بدمشق 1999م.

## أهم أفكار الشيخ
1. في مجال التجديد والإصلاح:
  1. إعادة قواعد التصوف إلى القرآن والسنة، وقدم ميثاق العمل الصوفي.
  2. الأخذ بمنهج الوسطية دون تفريط.
  3. إحياء روح الاجتهاد بضوابطه.
  4. توحيد جهود الدعوة، ونبذ التعصب بين الجماعات.
  5. العناية بالإعلام الإسلامي، وتشجيع إطلاق القنوات الفضائية الإسلامية.
2. في الحوار مع غير المسلمين:
  1. بيان موقف الإسلام من الديانات السماوية، والتأكيد على التعاون على المشترك والحفاظ على الثوابت.
  2. عَمِلَ على تنمية العيش المشترك بين أبناء الديانات في المجتمع الواحد.
3. في إطار الوحدة الإسلامية:
  1. محاربة التعصب المذهبي.
  2. المساهمة بتأسيس أول مجلس تقريب بين السنة والشيعة.
  3. عَمِلَ على ترسيخ أدب الحوار والاختلاف.
4. الإسلام والقضايا السياسية والوطنية:
  1. التعاون مع الحكومات الوطنية لخدمة قضايا الدعوة والأمة.
  2. ترسيخ الوحدة الوطنية.
  3. حرمة التطبيع مع إسرائيل وحرمة الاعتداء على السواح الأجانب.
  4. دعم الكفاح التحرري ومشروعية المقاومة.

## وفاته
توفي الشيخ أحمد كفتارو يوم الأربعاء الواقع 17/07/1425هـ الموافق 01/09/2004م حيث صلي عليه عقب صلاة الظهر في جامع بني أمية الكبير بدمشق من يوم الخميس 18 رجب 1425هـ والموافق 02/09/2004م وشيع جثمانه سيراً على الأقدام من الجامع الأموي الكبير إلى مجمع الشيخ أحمد كفتارو حيث وارى مثواه الأخير.
قال عنه العلامة أبو الحسن علي الحسني الندوي الداعية الإسلامي العالمي، ورئيس ندوة العلماء بالهند في كتابه «مذكرات سائح في الشرق العربي»
«الشيخ أحمد عالم مثقف مطلع ناضج العقلية، واسع آفاق الفكر، نشيط في عمله، وقد تمكن من إلغاء البغاء الرسمي في سوريا، ومنهجه في الإصلاح يتمثل في وجوب إصلاح المعارف وتوجيهها الإسلامي، وهو قوي الأمل عظيم الثقة، لقد قال لرئيس أركان الحرب الحاكم العسكري للبلاد: تستطيع أن تكون زعيماً للبلاد العربية كلها بل للعالم الإسلامي كله إذا هيأت لنفسك الزعامة الإسلامية واحتضنت خدمة الإسلام».

## من تلامذته
- الشيخ محمد بشير الباني.
- الدكتور صلاح الدين أحمد كفتارو ابن المترجَم له وتولى إدارة مجمع الشيخ أحمد كفتارو مدة.
- الشيخ محمد بشير الرز.
- الشيخ رجب ديب.
- الشيخ رمضان ديب.
- الشيخ عمر الصباغ.
- الشيخ أحمد راجح.
- الشيخ أحمد كناكري.
- الأستاذ أبو الخير الصباغ.
- الدكتور سعيد بغدادي.
- الأستاذ غسان جبان.
- الشيخ الدكتور محمد خير فاطمة.
- الدكتور بسام الصباغ.
- الشيخ الدكتور محمد رجب ديب.
- الشيخ محمد عدنان الأفيوني.
- الشيخ ميسر المكي وأخيه الشيخ أيمن المكي.
- الدكتور محمد سمير الشاوي.
- الدكتور عبدالسلام راجح.
- الشيخ الدكتور علاء الدين الحموي.
- الشيخ الدكتور محمد شريف الصواف.
- الشيخ محمد باسم دهمان.
- الدكتور بسام داؤود عجك.
- الدكتور الشيخ علاء الدين زعتري.
- الشيخ علي الخُرفان.
- الدكتور محمد بسام الزين.
- الشيخ عمر حوري.
- الدكتور محمد بشار عرفات.
- الدكتور محمد خير الشعال.
- الشيخ محمود خالد شحادة
- الشيخ الدكتور محمد علي الملا.
- الشيخ زكريا بدوي
- الاستاذ محمد شاكر صافي
- الشيخ محمد أنطاكلي.

## كتابات عنه
- كتاب حوار الأديان للدكتور محمود كفتارو.
- كتاب المرشد المجدد الدكتور الشيخ محمد بشير الباني.
- كتاب الدعاة والدعوة المنطلقة من مساجد دمشق للدكتور محمد حسن الحمصي.
- كتاب الشيخ أحمد كفتارو يتحدث إعداد وحوار عماد نداف.
- المنهج الصوفي في فكر ودعوة الشيخ أحمد كفتارو للدكتور محمد شريف الصواف.
- كتاب المسجد المنتج للدكتور حسن الحمصي.
- كتاب رحلة وفاء مع الوارث المحمدي الشيخ أحمد كفتارو للشيخ محمد باسم دهمان.
- كتاب حوارات في الفكر الإسلامي مع الشيخ أحمد كفتارو للشيخ محمد باسم دهمان.

## وصلات جارجية
- أسْلَمَةُ حيّ: ميراث الشيخ أحمد كفتارو من المعهد العالمي للدراسات